# 트위스티드 픽처스
트위스티드 픽처스(영어: Twisted Pictures)는 미국의 영화 제작사이다. 에벌루션 엔터테인먼트의 부서로, 마크 버그, 오렌 쿨스, 그레그 호프먼이 설립하였으며 주로 공포 및 스릴러를 취급한다.
국내에서는 쏘우 시리즈의 제작사로 이름을 알렸다. 쏘우 시리즈의 경우 제임스 완 감독이 제작한 단편 및 1편부터 스핀오프 스파이럴까지 모든 쏘우 시리즈의 제작을 맡았다.

## 같이 보기
- 아토믹 몬스터 프로덕션스
- 블럼하우스 프로덕션스
- 다크 캐슬 엔터테인먼트
- 플래티넘 듄스